# 卢邦斯 (阿列日省)
卢邦斯（法語：Loubens，法語發音：[lubɛ̃s]）是法国阿列日省的一个市镇，位于该省中北部，属于帕米耶区。

## 地理
卢邦斯（43°2'43"N, 1°32'44"E）面积11.73 平方千米，位于法国奧克西塔尼大區阿列日省，该省份为法国西南部内陆省份，西部和北部与上加龙省接壤，东临奥德省，东南至东比利牛斯省接壤，南与安道尔和西班牙接壤。
与卢邦斯接壤的市镇（或旧市镇、城区）包括：阿尔蒂、博卢、卡佐、克朗帕尼亚、里约德佩勒波尔。
卢邦斯的时区为UTC+01:00、UTC+02:00（夏令时）。

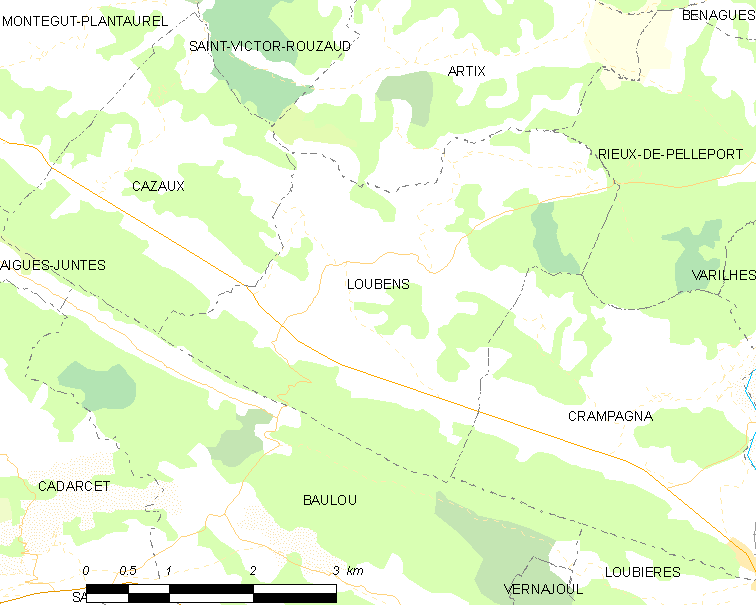
卢邦斯的OSM定位图

## 行政
卢邦斯的邮政编码为09120，INSEE市镇编码为09173。

## 政治
卢邦斯所属的省级选区为阿列日河谷县。

## 人口

1962-2008年间卢邦斯人口变化图示

卢邦斯于2022年1月1日时的人口数量为277人。